# Diego Dedura
Diego Dedura-Palomero (Berlín, Alemania, 12 de marzo de 2008) es un tenista profesional alemán . Actualmente ocupa el puesto número 376 en el ranking ATP de individuales, el más alto de su carrera, alcanzado el 14 de abril de 2025.

## Orígenes
Diego, nacido en 2008, en Berlín, Alemania, es hijo de padre chileno y madre lituana. Representa a Alemania, país que ha impulsado su carrera deportiva con importantes inversiones económicas. En abril de 2025, anunció que renunciaría a usar la segunda parte de su apellido como jugador.

## Trayectoria profesional
Actualmente ocupa el puesto 376 en el ranking ATP y el 49 en la categoría junior. En junio de 2024, alcanzó el número 35 en juniors, destacando por su talento a temprana edad. Diego hizo historia al convertirse en el primer tenista nacido en 2008 en ganar un partido en el cuadro principal de un Torneo Challenger, en la primera ronda del Challenger de Augsburgo 2024, ante el brasileño Daniel Dutra da Silva, en tres sets, por 6-7(1), 7-5 y 6-2.
Logros a nivel Juniors
•  Títulos: 7 individuales y 3 en dobles en categoría junior.
•  Resultados destacados: Dos semifinales en torneos M15 y una en M25.

### 2025: Debut en torneos ATP 500
El 12 de abril, recibió una invitación para disputar la clasificación del Torneo de Múnich 2025, en su debut derrotó a Mackenzie McDonald en set corridos por 6-3, 6-1. Perdió en su siguiente partido ante Aleksandr Búblik por doble 6-3. Tras la baja de Gaël Monfils entró por primera vez en un cuadro principal de un ATP Tour 500, ganado en su debut a Denis Shapovalov, tras ganar el primer set 7-6(2), y estar arriba en el segundo por 3-0, el tenista canadiense se retiró, convirtiéndose en el primer jugador nacido en 2008 en ganar en un Torneo ATP.

## Estilo de juego y reconocimientos
El reconocido entrenador Horacio de la Peñaha elogiado su potencial, comparándolo con Marcelo “Chino” Ríos: “Con 16 años es 600 del mundo. Es muy parecido a como jugaba el Chino. Talentoso, zurdito, buena derecha, y todos los jugadores que se forman en Alemania sacan bien”.